# Kingdom Conquest
『Kingdom Conquest』（キングダムコンクエスト）は、セガのマルチプレイオンラインアクションRPG&リアルタイムストラテジーゲーム。
セガネットワークス設立に伴い、2012年7月2日に運営がセガからセガネットワークスへ移管されたが、2014年7月31日を以ってサービスが終了した。

## ゲーム内容
プレイヤーは魔獣の大陸マグナに踏み入れた開拓者となり、大陸に散らばるデブリズタワーの全てを掌中にすることを目指す。
アクションRPGパートで塔を攻略することでダンジョンパックというカードのセットを入手出来る。パック内にはランダムで装備や魔獣のカードが入っている（いわゆるガチャ）。ダンジョンパックは塔内で入手出来るクリスタルや課金で交換するCPを消費することでも入手可能。（現実時間の）1日に4回までの出撃が可能。
リアルタイムストラテジーパートでは拠点の施設を建設・強化しつつ、アクションRPGパートで入手した魔獣を用いて周囲の土地を獲得していく。このパートで塔を占拠するとアクションRPGパートで攻略出来るダンジョンが増える。生産施設では（現実時間の）1時間毎に資源が生産される。

## 派生作品
同様のゲーム内容で世界観を変更したもの
- 三国志コンクエスト - 三国志大戦のキャラクターを使用している。2013年7月にてサービス終了。
- サムライ&ドラゴンズ - 東洋と西洋が融合した世界を舞台としている。キャラクターデザインは柴田ヨクサル。コラボカードという、自社キャラおよび他社キャラ、自社ハードの擬人化、前述の柴田連載の漫画のキャラ等が混在してコラボしている。2014年7月にてサービス終了。